# Вайнярд (Каліфорнія)
Вайнярд (англ. Vineyard) — переписна місцевість (CDP) в США, в окрузі Сакраменто штату Каліфорнія. Населення — 43 935 осіб (2020).

## Географія
Вайнярд розташований за координатами 38°28′28″ пн. ш. 121°19′9″ зх. д. / 38.47444° пн. ш. 121.31917° зх. д. (38.474493, -121.319039).  За даними Бюро перепису населення США в 2010 році переписна місцевість мала площу 44,56 км², уся площа — суходіл.

## Демографія
Згідно з переписом 2010 року, у переписній місцевості мешкало 24 836 осіб у 7371 домогосподарстві у складі 6195 родин. Густота населення становила 557 осіб/км².  Було 7744 помешкання (174/км²).
Расовий склад населення:
| - 45,5 % — білих - 29,4 % — азіатів - 9,8 % — чорних або афроамериканців - 1,0 % — вихідців з тихоокеанських островів - 0,7 % — корінних американців - 6,8 % — осіб інших рас |

До двох чи більше рас належало 6,9 %. Частка іспаномовних становила 17,8 % від усіх жителів.
За віковим діапазоном населення розподілялося таким чином: 30,4 % — особи молодші 18 років, 62,4 % — особи у віці 18—64 років, 7,2 % — особи у віці 65 років та старші. Медіана віку мешканця становила 33,8 року. На 100 осіб жіночої статі у переписній місцевості припадало 96,9 чоловіків;  на 100 жінок у віці від 18 років та старших — 93,0 чоловіків також старших 18 років.
Середній дохід на одне домашнє господарство  становив 90 525 доларів США (медіана — 78 647), а середній дохід на одну сім'ю — 93 074 долари (медіана — 79 967). Медіана доходів становила 55 192 долари для чоловіків та 47 915 доларів для жінок. За межею бідності перебувало 13,5 % осіб, у тому числі 18,0 % дітей у віці до 18 років та 12,1 % осіб у віці 65 років та старших.
Цивільне працевлаштоване населення становило 11 719 осіб. Основні галузі зайнятості: освіта, охорона здоров'я та соціальна допомога — 24,3 %, публічна адміністрація — 12,7 %, науковці, спеціалісти, менеджери — 11,7 %, роздрібна торгівля — 11,0 %.